# Рентгеновский маммограф

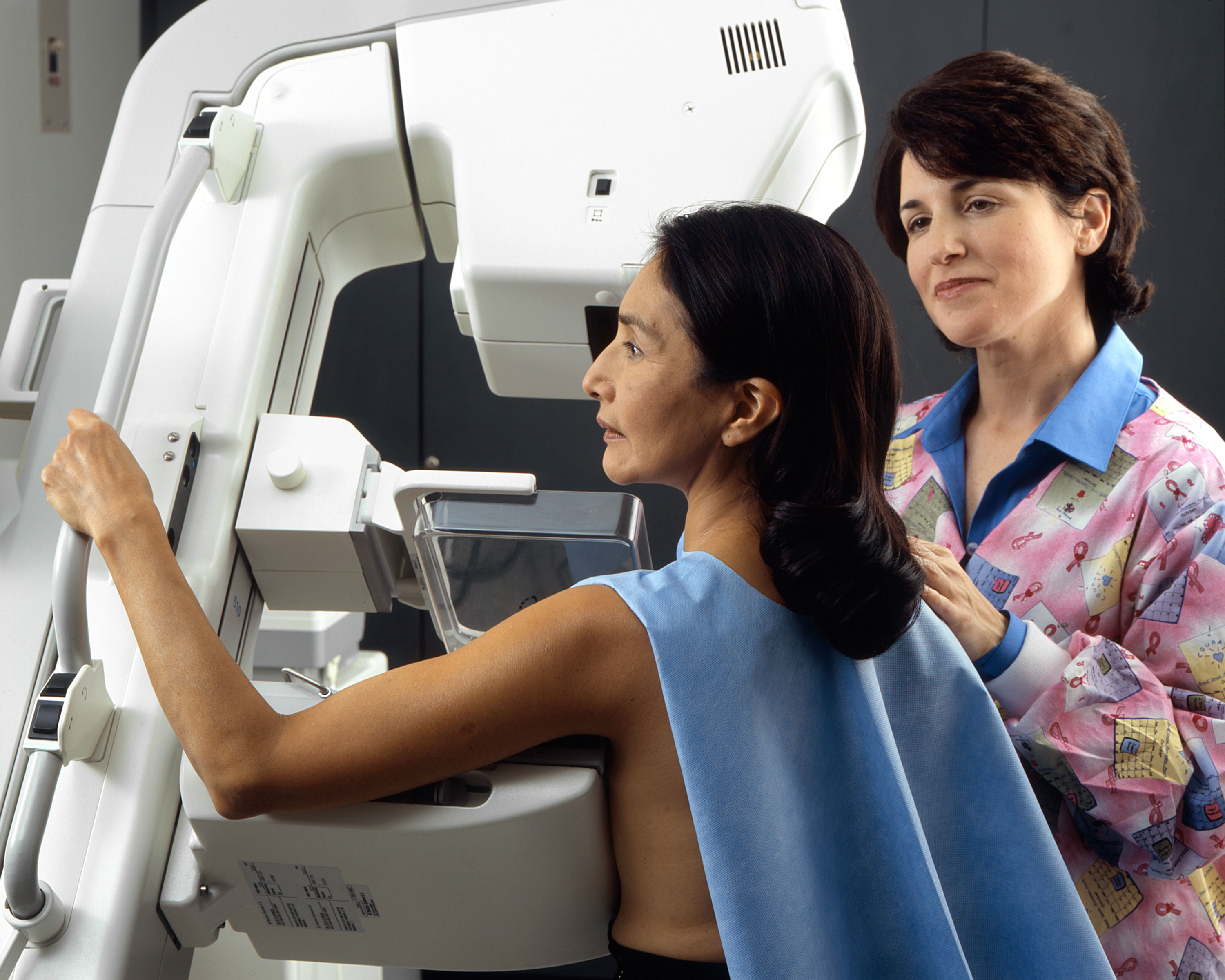

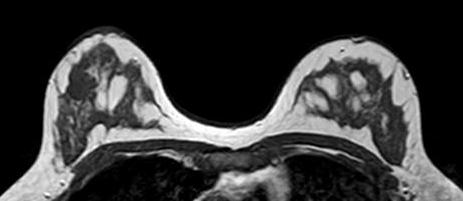

Рентгеновский маммограф — специализированный рентгенодиагностический аппарат, используемый для снимков молочной железы.
Во многих маммографах предусмотрена возможность прицельной биопсии под рентгенологическим контролем. Ряд аппаратов комплектуется вакуумной кассетой, что позволяет выполнять рентгенограммы в условиях максимального прижима усиливающих экранов к рентгеновской плёнке. Современные рентгеновские маммографы позволяют выявлять в молочной железе микрокальцинаты, которые являются важным диагностическим признаком малигнизации.
Особенностью большинства маммографов является молибденовый анод. Для молибдена характеристическое рентгеновское излучение с дискретным спектром возникает при потенциале возбуждения 20 кВ. Поэтому напряжение анода у таких маммографов обычно выбирается в диапазоне от 20 до 40 кВ. Применяются микрофокусные рентгеновские трубки (0,1 и 0,3 мм) с вращающимся анодом. Для дополнительной фильтрации рентгеновского излучения применяются молибденовые и алюминиевые фильтры. Они срезают низкоэнергетическую часть рентгеновского спектра, которая не участвует в образовании изображения на плёнке. Для уменьшения рассеянного излучения используют растр. Расстояние фокус рентгеновской трубки — плёнка можно изменять для геометрического увеличения изображения.
Наиболее распространёнными маммографами являются Mammodiagnost (Philips, Голландия), Senograph (CGR, Франция), Alpha (Финляндия) соответствующих модификаций, а также отечественный аппарат «Электроника-М» (НПО «Светлана»).